# Кіріл Резнік
Кіріл Резнік (англ. Kirill Reznik; нар. 9 серпня 1974, Київ, Україна) — американський політик-демократ. Він є членом Палати представників Меріленду від 39-го округу з січня 2007 року. У 2006 році Резнік був одним з координаторів виборчої кампанії мера Балтимора Мартіна О'Меллі під час його балотування на посаду губернатора штату Меріленд.

## Життєпис
Родина Резніка іммігрувала до Сполучених Штатів у 1978 році, коли йому було 4 роки. Вони оселились у Маямі-Біч, штат Флорида. У 1995 році Резнік закінчив Міжнародний університет Флориди зі ступенем бакалавра. Пізніше, Резнік також навчався в Американському університеті.
До професійного досвіду Резніка входить робота як менеджера з фінансів та адміністрації The QED Group і Limited Liability Company, адміністратора PADCO, партнера Weinberg & Jacobs, старшого координатора Advanced Resource Technologies, Inc. і власника Saminchilu Martial Arts Academy.
Одружений, має одну дитину.